# Lazarus Zetzner

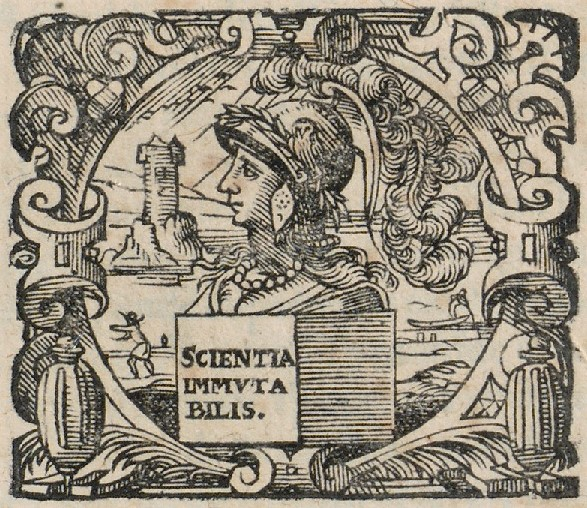
Druckerzeichen von Lazarus Zetzner (Zentralbibliothek Zürich)

Lazarus Zetzner (* 1551 in Straßburg; † 1616) war ein deutscher Verleger und Drucker, bekannt als Herausgeber des Theatrum Chemicum, eines Sammelwerks alchemistischer Schriften, dessen erste Bände 1602 erschienen. Er veröffentlichte auch in Zusammenarbeit mit der Universität Straßburg Bücher von Humanisten, über Geschichte, Philosophie, Medizin und Jura.
Zetzner besuchte das Gymnasium in Straßburg und heiratete 1578 Katharina Heber, die Nichte von Daniel Specklin,  mit der er neun Kinder hatte. Er war ab 1582 Verleger in Straßburg. Neben Straßburg hatte er Niederlassungen in Köln (1602 bis 1612) und Frankfurt (1611 bis 1615) und ließ in Oberursel drucken. Seine Erben, darunter der Sohn Eberhard, setzten das Geschäft bis mindestens 1661 (als der letzte Band des Theatrum Chemicum erschien) in Straßburg fort.
Er veröffentlichte unter anderem die Werke von Ramon Llull (ohne die alchemistischen Werke des Pseudo-Lull), die Werke von Paracelsus, aber auch Pseudo-Paracelsus-Schriften zur Alchemie und medizinische Schriften aus dem Paracelsus feindlich gegenüberstehendem orthodoxen medizinischen Lager der Galenos-Anhänger. Neben alchemistischen Schriften veröffentlichte er auch einen Angriff auf die Alchemie von Nicolas Guibert. Außerdem veröffentlicht er Johann Valentin Andreae und Rosenkreuzer-Schriften (darunter die Chymische Hochzeit).
Sein Imprint-Symbol war eine Büste der Minerva mit der Inschrift Scientia immutabilis.